# Област Китамороката
Област Китамороката (北諸県郡 Kitamorokata-gun) се налази у префектури Мијазаки, Јапан. 
2003. године, у области Китамороката живело је 26.752 становника и густину насељености од 243 становника по км². Укупна површина је 110,01 км².

## Вароши и села
- Мимата

## Спајања
- 1. јануара 2006. године вароши Такаџо, Таказаки, Јамада и Јаманокучи спојене су у проширени град Мијаконоџо.